# FLOSS Manuals
FLOSS Manuals, ou FM, est une collection de manuels sur les logiciels libres, ainsi que les outils pour les créer et la communauté qui utilise ces outils.
Ils sont organisés autour d'une fondation sans but lucratif créée en 2006 et basée aux Pays-Bas. Son objectif est alors de remédier au défaut de documentation de qualité sur les logiciels libres. La méthode utilisée repose notamment sur l'usage d'un wiki (TWiki puis Booki et à présent Booktype (en)) supportant le développement collaboratif de manuels sur les logiciels libres et sur la mise en place de booksprints qui rassemblent les collaborateurs au manuel dans un espace donné. Cette méthode de création pour créer de la documentation tel que pratiqué par les participants FLOSS Manuels, s'appelle également en français un Libérathon.
Booktype est basé sur FLOSS Manuals.

## Présentation
La rédaction, fonctionne autour d'une plateforme de coopération multilingue, et est effectuée par les utilisateurs de ces outils, notamment les auteurs, éditeurs, artistes, développeurs de logiciels et activistes et sont mis librement à dispositions de tous dans différents formats ; pages web, PDF et EPUB.

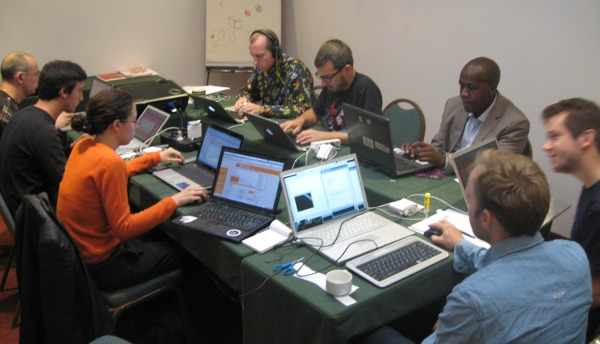
Facilitatrice et équipe de collaborateurs rassemblés pour un booksprint.
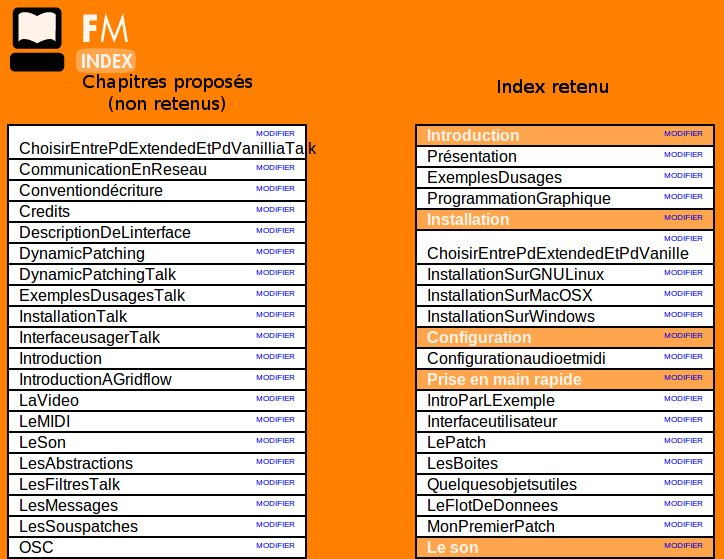
Proposition de table des matières d'un manuel.
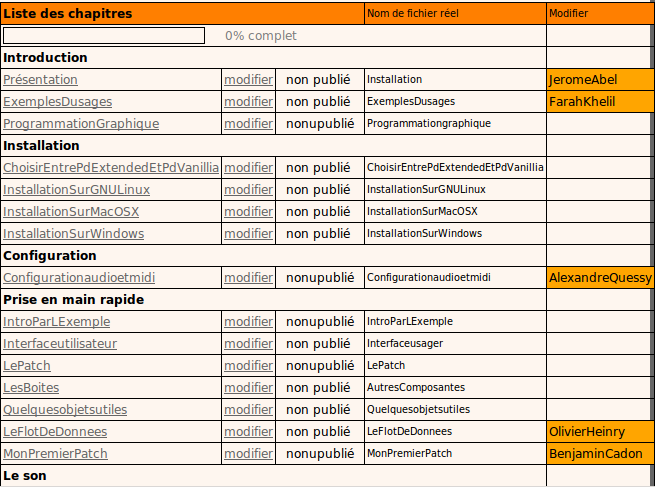
Écran de FlossManuals lors du booksprint sur PureData
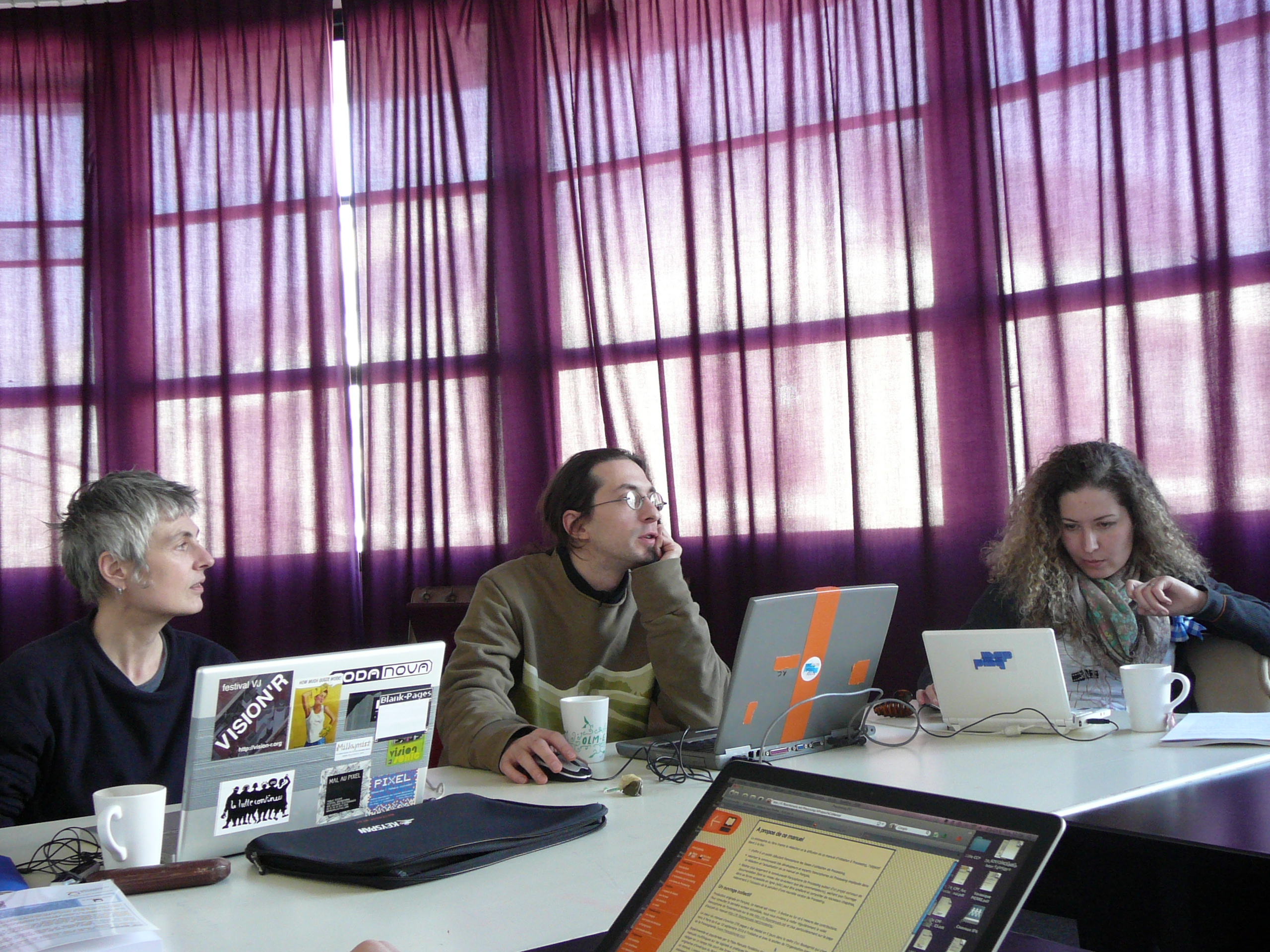
Équipe discutant lors d'un booksprint.

## Réalisations

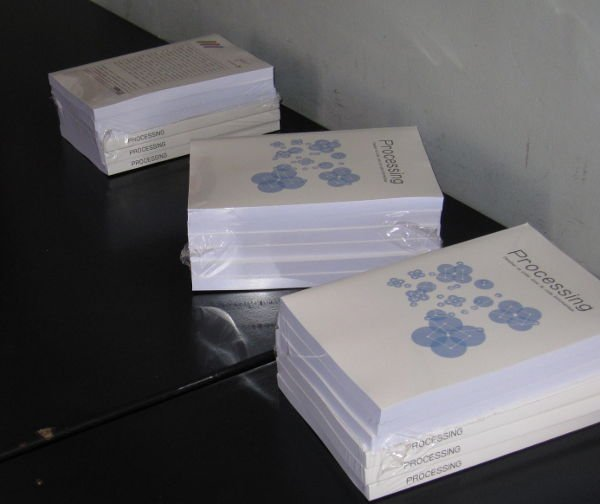
Un manuel produit à la suite d'un booksprint

Tous les manuels sont téléchargeables sur site du projet en format HTML, en format PDF et en format EPUB (lisible sur les liseuses électroniques). En plus de la version anglophone, il existe une communauté francophone, farsi, finlandaise et hollandaise de rédaction de manuel dans leurs langues respectives. Toute la documentation ainsi produite est sous licence GPL.

## Quelques ouvrages publiés
- Puredata : tisser le son et l'image, Rennes, Floss manuals France, 2013, 231 p. (ISBN 979-10-90791-48-0, BNF 44237029)
- Blender pour le jeu vidéo, Rennes, Floss manuals France, 2014, 254 p. (ISBN 979-10-90791-53-4, BNF 44237017)
- Fablab, hackerspace : les lieux de fabrication numériques collaboratifs : manuel libre pour un logiciel libre, Rennes, Floss manuals France, 2014, 108 p. (ISBN 979-10-90791-09-1, BNF 44237060)
- Processing : dessiner et créer avec du code informatique : manuel libre pour un logiciel libre, Rennes, Floss manuals France, 2014, 216 p. (ISBN 979-10-90791-51-0, BNF 44237019)
- Lutece : guide utilisateur : manuel libre pour un logiciel libre, Rennes, Floss manuals France, 2016, 140 p. (ISBN 979-10-90791-57-2, BNF 45019942)